# Punduri
Punduri – wieś na Łotwie, w krainie Łatgalia, w novadsie Balvi. Według danych na rok 2007, w miejscowości mieszkało 12 osób.
W XIX w. powstała tu stacja kolejowa Punduri, położona na linii Kolei Warszawsko-Petersburskiej. Obecnie stacja leży po rosyjskiej stronie granicy.